# Ратуша Буэнос-Айреса
Ратуша Буэнос-Айреса (исп. Cabildo de Buenos Aires) — общественное здание в Буэнос-Айресе, которое использовалось как место заседаний городского совета с колониальных времён, а также во время существования вице-королевства Рио-де-ла-Плата. Основная часть здания построена в 1724-54 годы. В настоящее время в ратуше размещается музей.

## История
Мануэль де Фриас, губернатор Парагвая и Рио-де-ла-Плата, предложил построить здание на Пласа-де-Майо для проведения в нём заседаний городского совета 3 марта 1608 года. Строительство ратуши финансировалось за счёт налогов с порта Буэнос-Айреса. Здание было готово к использованию в 1610 году, но вскоре оказалось, что оно малого размера, поэтому его пришлось расширять.
К 1682 году из-за небрежения городских властей здание сильно обветшало, в связи с чем было запланировано строительство нового двухэтажного здания с 11-ю арками. Строительство было начато только 23 июля 1725 года, не велось в 1728-31 гг. и в конце концов было остановлено из-за отсутствия средств. Башня новой ратуши была завершена в 1764 году, но даже во время Майской революции 1810 года ратуша не было полностью завершена.
В 1880 году архитектор Педро Бенуа увеличил башню на 10 метров и покрыл купол глазурованной плиткой вместо традиционной для колониальных времён красной черепицы. Башня была разрушена спустя девять лет, в 1889 году, чтобы создать пространство для проспекта Авенида де Майо, также были разрушены три северные арки. В 1931 году с целью создания пространства для улицы Хулио Рока были снесены три южных арки, тем самым была восстановлена центральная башню, но осталось только пять арок вместо изначальных одиннадцати.
В 1940 году архитектор Марио Бушиазо осуществил реконструкцию колониальных деталей ратуши, используя архивные документы. Были отреставрированы башня, красная черепица, решётки на окнах, а также деревянные окна и двери.

## Национальный музей
В настоящее время в ратуше располагается Национальный музей ратуши и Майской революции (исп. Museo Nacional del Cabildo y la Revolución de Mayo), в котором представлены картины, предметы быта, одежда и ювелирные украшения XVIII века. Патио ратуши украшает резной колодец 1835 года постройки.